# Eremopsylloides mongolicus
Eremopsylloides mongolicus är en insektsart som beskrevs av Loginova 1969. Eremopsylloides mongolicus ingår i släktet Eremopsylloides och familjen rundbladloppor. Inga underarter finns listade i Catalogue of Life.